# Świadkowie Jehowy w Kanadzie
Świadkowie Jehowy w Kanadzie – społeczność wyznaniowa w Kanadzie, należąca do ogólnoświatowej wspólnoty Świadków Jehowy, licząca w 2023 roku 120 388 głosicieli, należących do 1164 zborów. Na dorocznej uroczystości Wieczerzy Pańskiej w 2023 roku zgromadziły się 189 604 osoby. Działalność miejscowych głosicieli koordynuje Biuro Oddziału w Georgetown (przedmieście Halton Hills) w pobliżu Toronto. Jedna z 27 wspólnot Świadków Jehowy na świecie, których liczebność przekracza 100 tys. głosicieli.
Przy kanadyjskim Biurze Oddziału znajduje się jedna z największych drukarń Towarzystwa Strażnica, która od 2011 roku drukuje czasopisma „Strażnica Zwiastująca Królestwo Jehowy” oraz „Przebudźcie się!” dla Kanady, Stanów Zjednoczonych, Bermudów, Gujany i większości wysp basenu Morza Karaibskiego (do około 15 tys. zborów). Wydaje ona czasopisma w 30 językach, których łączny nakład stanowi prawie 25% czasopism w skali świata. Rocznie drukuje przeszło 300 milionów czasopism oraz wysyła do Biur Oddziałów na całym świecie ponad 6000 ton czasopism i innych publikacji w przeszło 200 językach. Biuro Oddziału nadzoruje również tłumaczenie publikacji Świadków Jehowy na 12 rdzennych języków.

## Historia

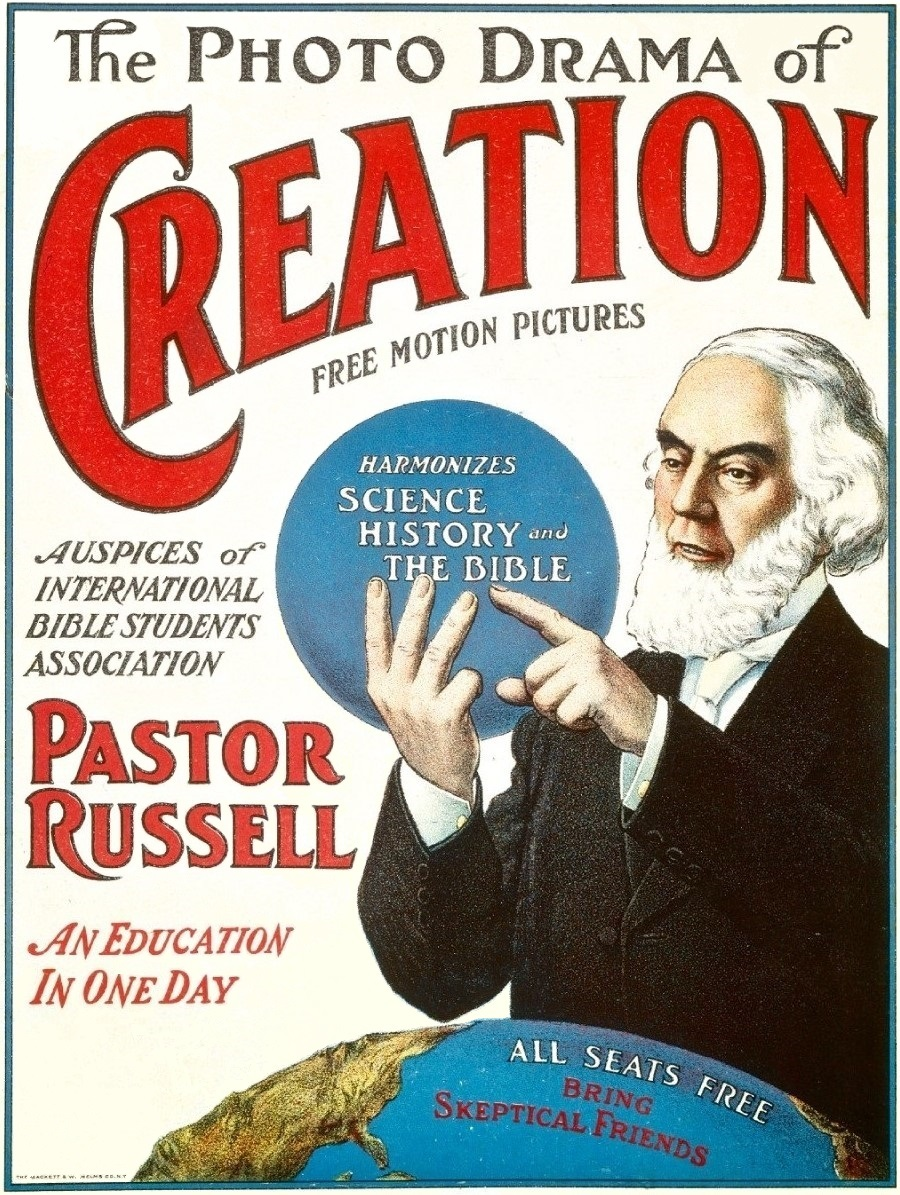
W 1914 roku rozpoczęto wyświetlanie Fotodramy stworzenia w kanadyjskich miastach

### Początki
Od roku 1880 wielu Kanadyjczyków zainteresowało się działalnością Badaczy Pisma Świętego. W tym samym roku w Toronto powstał pierwszy zbór któremu przewodził William Brookman, były duchowny. W roku 1888 działalnością kaznodziejską objęto zachodnie prowincje kraju. 22 lutego 1891 roku Charles Taze Russell wygłosił dwugodzinny wykład publiczny na jednodniowym zgromadzeniu w Toronto z udziałem 700 obecnych. W roku 1903 zgromadzenie odbyło się w Massey Hall w Toronto. Do roku 1911 powstało 108 zborów.
W 1914 roku rozpoczęto wyświetlanie filmu „Fotodrama stworzenia” (projekcje tłumaczone były również na język polski i ukraiński). W roku 1914 pionierka Edith Mason przeniosła się z Nowej Szkocji na Nową Fundlandię, a w maju 1916 zorganizowała tam wyświetlanie „Fotodramy stworzenia”, na który przybyło ponad 10 000 osób; powstał również tam zbór.
W 1917 roku George Young zaczął usługiwać w zborach w charakterze pielgrzyma, jak nazywano wówczas podróżujących przedstawicieli Towarzystwa Strażnica. W miastach i miejscowościach Kanady wygłaszał wykłady jak na przykład „Do piekła i z powrotem” oraz przedstawiał „Fotodramę stworzenia”. Przemawiał w teatrach przy wypełnionych salach. Plan jego wizyt w zborach zamieszczano w „Strażnicy” do roku 1921, kiedy to został skierowany na wyspy Morza Karaibskiego. W styczniu 1918 roku blisko 600 kanadyjskich duchownych podpisało petycję, w której wzywało do obłożenia zakazem publikacji Badaczy Pisma Świętego. 12 lutego 1918 roku władze kanadyjskie wydały zarządzenie, zgodnie z którym posiadanie tych publikacji było przestępstwem karanym grzywną oraz więzieniem. Zarządzenie zostało cofnięte 1 stycznia 1920 roku.
Na początku stycznia 1918 roku otworzono Biuro Oddziału w Winnipeg. Dwa lata później przeniesiono je do Toronto, początkowo do budynku przy Dundad Street West, a w latach 1923–1956 przy Irwin Avenue. W 1923 roku w zgromadzeniu w Toronto uczestniczyło około 1200 osób, a w Winnipeg około 7000. W latach 20. XX wieku działalnością kaznodziejską objęto prowincję Quebec. W roku 1925 prawnie zarejestrowano działalność Badaczy Pisma Świętego w Kanadzie.
W roku 1925 rozpoczęto emisję audycji Badaczy Pisma Świętego za pośrednictwem stacji radiowych. Do roku 1926 uruchomiono cztery własne rozgłośnie radiowe, w prowincjach Alberta (CHCY), Kolumbia Brytyjska (CFYC), Ontario (CKCX) i Saskatchewan (CHUC), a także korzystano z usług komercyjnych rozgłośni radiowych. W roku 1927 wykład Wolność dla ludzi, przedstawiony przez Josepha F. Rutherforda na zgromadzeniu w Toronto w Kanadzie, przekazany został przez sieć 53 stacji nadawczych w różnych krajach – również w Anglii i Australii.
W roku 1929 F.J. Franske – kapitan szkunera Morton Towarzystwa Strażnica wraz z Jimmym Jamesem prowadzili działalność kaznodziejską wśród mieszkańców Labradoru oraz wszystkich osad rybackich na Nowej Fundlandii. Zimą Franske przemierzał wybrzeże psim zaprzęgiem, działając wśród Eskimosów i Nowofundlandczyków. W następnych latach głosił w surowej krainie Cariboo w Kolumbii Brytyjskiej. W latach 30. XX wieku do działalności w trudno dostępnych zakątkach zachodniego wybrzeża Kanady – od Vancouver do Alaski wykorzystywano również łódź Charmian. Dzięki niej, działalnością objęto większą części linii brzegowej prowincji Kolumbia Brytyjska. Poza małą grupką w Prince Rupert nie było wówczas innych głosicieli na tym terenie. W latach 1930–1936 załogę łodzi stanowili pionierzy: Arne i Christina Barstadowie, Frank Franske oraz Arthur i Anna Melin. Załoga została wyposażona w przenośne gramofony i płyty z wykładami biblijnymi oraz urządzenia nagłaśniające zainstalowane na łodzi. Dzięki temu wykłady biblijne były słyszane w promieniu kilku kilometrów.
W roku 1931 zanotowano liczbę 798 głosicieli, wzrosła ona do 4269 w roku 1939. Na przełomie lat 1932–1933 George Young wraz z dużą grupą pionierów prowadził działalność kaznodziejską w okolicach Ottawy.
Ze względu na neutralność 4 lipca 1940 roku kanadyjski minister Ernest la Pointe ogłosił delegalizację działalności Świadków Jehowy oraz nakazał zamknięcie biura Towarzystwa Strażnica w Kanadzie. Jednakże w Dominium Nowej Fundlandii we wrześniu 1942 roku w St. John’s można było zorganizować kongres pod hasłem „Nowy świat”. Głosiciele odmawiający służby wojskowej trafiali do więzień, a dzieci odmawiające brania udziału w ceremoniach patriotycznych zostały wydalone ze szkół.
W okresie zakazu działalności wokół wyspy Nowa Fundlandia wykorzystywano łódź misjonarską Hope. Została zakupiona za kwotę 600 USD przez członka załogi Gusa Barnesa. Planowano prowadzić działalność głównie na południowym wybrzeżu od Port-aux-Basques do Zatoki Placentia. W trakcie zakazu w porcie Burgeo, celnicy i policja konna zamierzali zająć literaturę biblijną. Głosicielem udało się jednak pod osłoną nocy ją rozpakować i potajemnie wysłać do innego portu. Dzięki temu literatura biblijna mogła trafić do rąk zainteresowanych.

### Sytuacja w prowincji Quebec
W połowie lat 40. XX wieku w prowincji Quebec Świadkowie Jehowy spotkali się z brutalnym traktowaniem zarówno ze strony skrajnych ugrupowań katolickich, jak i urzędników państwowych. W 1946 roku przeprowadzono 16-dniową kampanię, w czasie której rozpowszechniano traktat zatytułowany „Zaciekła nienawiść Quebecu do Boga, Chrystusa i wolności hańbą dla całej Kanady”. Liczba spraw sądowych wytoczonych Świadkom Jehowy przekroczyła 1700. W roku 1946 Świadków Jehowy w Kanadzie bronił Hayden C. Covington.
2 marca 1947 roku Świadkowie Jehowy rozpoczęli w całym kraju kampanię, podczas której zachęcali do podpisywania skierowanej do rządu petycji w sprawie ustawy o swobodach obywatelskich. Zebrano ponad 500 000 podpisów. Była to największa petycja, jaką do tamtej pory przedłożono Parlamentowi Kanady. W 1948 roku zebrano jeszcze większą ilość podpisów, by poprzeć pierwszą petycję. W roku 1949 wypędzono misjonarzy Świadków Jehowy z miasta Joliette. W ciągu lat 1946–1950 liczba Świadków Jehowy w Quebecu wzrosła z 300 do 1000 osób, a w roku 2021 wyniosła ponad 24 tysiące.
W czerwcu 1950 roku Sąd Najwyższy Kanady w pełnym składzie przystąpił do rozpatrzenia sprawy oskarżonego o działalność wywrotową Aimé Bouchera, która miała polegać na rozpowszechnianiu traktatu „Zaciekła nienawiść Quebecu”. 18 grudnia 1950 Sąd Najwyższy po ponownej rozprawie uznał, że obywatele Kanady oraz całej Brytyjskiej Wspólnoty Narodów mogą swobodnie wyrażać obawy związane ze sposobem działania organów państwa. Orzeczenie to przyczyniło się do umorzenia pozostałych 122 spraw o działalność wywrotową wniesionych przeciw Świadkom Jehowy w Quebecu oraz oznaczało, że obywatele Kanady i całej Brytyjskiej Wspólnoty Narodów mogli odtąd swobodnie wyrażać obawy związane ze sposobem działania organów państwa.
27 sierpnia 2003 roku Sąd Apelacyjny Quebecu podtrzymał decyzję, że władze lokalne nie mogą wymagać od Świadków Jehowy zezwolenia na publiczną działalność kaznodziejską od drzwi do drzwi, ani też nie mogą zabraniać prowadzenia jej w godzinach wieczornych lub w weekendy. Sąd orzekł, że wizyty Świadków Jehowy to działalność społeczna.

### Rozwój działalności
12 listopada 1944 roku w Maple Leaf Garden w Toronto przemówienie wygłosił Nathan Homer Knorr. W roku 1944 odzyskano obiekty w Toronto, tak iż mogły do nich wrócić osoby pracujące tam przed zakazem.
W 1945 roku na Nową Fundlandię przybyła pierwsza grupa misjonarzy, absolwentów Szkoły Gilead i utworzono tam Biuro Oddziału nadzorujące działalność na wyspie (działające do 1981 roku). Kolejni skierowani tam misjonarze, Bernie i Elizabeth Mahler, którzy w 1952 roku pomogli utworzyć zbór w Bonavista.
W 1945 roku Sąd Najwyższy prowincji Ontario orzekł, że nie wolno zmuszać dzieci do udziału w uroczystościach niezgodnych z ich sumieniem. Nakazał też ponownie przyjąć uczniów wydalonych ze szkół. 22 maja 1945 roku rząd kanadyjski uchylił zakaz działalności Świadków Jehowy. Latem 1946 roku rząd kanadyjski uwolnił z obozów pracy wszystkich Świadków Jehowy. Prawie 300 młodych mężczyzn zostało zmuszonych do wykonywania prac fizycznych w obozach, ponieważ podyktowani sumieniem odmówili pełnienia obowiązkowej służby wojskowej.
6 października 1953 roku Sąd Najwyższy stwierdził, że rozpowszechnianie publikacji Świadków Jehowy to nieodłączny element chrześcijańskiej wiary Świadków Jehowy, co jest konstytucyjnie chronione przed cenzurą. Decyzja Sądu Najwyższego posłużyła za podstawę umorzenia ponad 1600 spraw sądowych wytoczonych Świadkom Jehowy w prowincji Quebec.
W roku 1951 przekroczono liczbę 20 tysięcy głosicieli, w 1961 roku – 40 tysięcy, a w roku 1972 – 50 tysięcy.
W roku 1956 Biuro Oddziału przeniesiono do kompleksu budynków przy Bridgeland Avenue w Toronto. W roku 1960 w Vancouver odbył się kongres międzynarodowy pod hasłem „Lud zabiegający o pokój” z udziałem 65 609 osób. Następny kongres międzynarodowy pod hasłem „Zjednoczeni wielbiciele” w tym mieście odbył się w roku 1961. Brały w nim udział 28 952 osoby. W roku 1969 w Vancouver odbył się kongres międzynarodowy pod hasłem „Pokój na ziemi”. Wzięło w nim udział 65 609 osób, a 1853 zostały ochrzczone.
W roku 1973 odbyły się kongresy pod hasłem „Boskie zwycięstwo”. W roku 1973 w Montrealu około 1000 członków lokalnego kościoła chrześcijańskiego poprosiło o studium Biblii. Studia odbywały się dwa razy w tygodniu w Salach Królestwa. Przeszło 200 z tych osób zostało Świadkami Jehowy. W roku 1975 otwarto nowe Biuro Oddziału w Toronto i w tym samym roku przekroczono liczbę 60 tysięcy głosicieli. W 1976 roku rozpoczęto regularną działalność na terytorium Nunavut. W roku 1978 na kongres pod hasłem „Zwycięska wiara” w Montrealu przybyło 80 008 osób. W pięciu kongresach uczestniczyło 140 590 osób.
W czerwcu 1981 roku otwarto nowe Biuro Oddziału w Halton Hills (Georgetown). Pierwszą Salę Królestwa metodą szybkościową – w ciągu weekendu – zbudowano w roku 1982 w miejscowości Elmira w prowincji Ontario.
W roku 1988 w Montrealu odbył się kongres międzynarodowy pod hasłem „Sprawiedliwość Boża”. Uczestniczyło w nim przeszło 45 tysięcy osób, w tym 9000 arabskich, greckich, włoskich, portugalskich i hiszpańskich delegatów. Program przedstawiono w języku angielskim, arabskim, francuskim, greckim, hiszpańskim, portugalskim i włoskim. Na kongres zostali zaproszeni misjonarze Szkoły Gilead, którzy zrelacjonowali informacje o prowadzonej działalności w krajach, do których zostali przydzieleni. Główne punkty programu były transmitowane do pozostałych miejsc zgromadzeń w Kanadzie i Stanach Zjednoczonych.
W 1990 roku przekroczono liczbę 100 tysięcy głosicieli. Do roku 1992 w Kanadzie wybudowano metodą szybkościową 306 Sal Królestwa. 25 września 1993 roku nastąpiło uroczyste otwarcie rozbudowanych obiektów Biura Oddziału. 27 stycznia 1995 roku po raz pierwszy w Kanadzie sąd najwyższej instancji orzekł, iż zapewniona w Karcie wolność wyznania obejmuje prawo rodziców do decydowania o metodach leczenia ich dzieci, także bez użycia krwi. W 1998 roku odbyły się dwa kongresy międzynarodowe pod hasłem „Boża droga życia” w Vancouver z udziałem 22 273 osób, z delegatami z południowo-wschodniej Azji i Europy Północnej. W kongresie w Toronto, uczestniczyły delegacje zagraniczne głównie z Niemiec, Polski, Finlandii i Austrii. Liczba obecnych wyniosła 41 381. W sumie na kanadyjskich kongresach były delegacje z 52 krajów. Na kongresie w Montrealu obecne były 33 242 osoby, a wśród nich 4071 delegatów z innych krajów (m.in. z Francji i Brazylii, sporo z Belgii, Gwadelupy i Martyniki oraz z 13 krajów afrykańskich). W tym samym roku w Kanadzie zanotowano liczbę 114 272 głosicieli.

### Od roku 2000
W 2001 roku Sąd Apelacyjny stwierdził, że wizyty Świadków Jehowy są uznane za służbę społeczną. W roku 2003 w Montrealu odbył się kongres międzynarodowy pod hasłem „Oddajcie chwałę Bogu”. 26 czerwca 2009 roku Sąd Najwyższy Kanady orzekł, że decyzje co do leczenia podejmowane przez dojrzałego nastolatka „muszą być przestrzegane”.
W 2005 roku Świadkowie Jehowy zaczęli tłumaczyć publikacje biblijne na język migowy Quebecu (LSQ), którym we francuskojęzycznych rejonach wschodniej Kanady posługuje się większość spośród około 6000 niesłyszących. By docierać do niesłyszących z orędziem biblijnym, powiększono Biuro Tłumaczeń w Montrealu. W biurze tym pracuje siedem osób oraz kilkunastu współpracowników tworzących trzy zespoły tłumaczeniowe posiadające dwa profesjonalnie wyposażone studia nagrań filmowych. Umożliwiają one przygotowywanie wysokiej jakości publikacji w LSQ udostępnianych nieodpłatnie. Od stycznia 2017 roku w LSQ ukazuje się comiesięczne wydanie do studium „Strażnicy Zwiastującej Królestwo Jehowy”. Dociera ono do 220 Świadków Jehowy, a także innych osób korzystających z cotygodniowych zebrań religijnych urządzanych w tym języku przez siedem zborów i grup języka migowego LSQ.
Od 2010 roku drukarnia w Georgetown przejęła od drukarni w Wallkill drukowanie czasopism „Strażnica” i „Przebudźcie się!” dla Kanady, Stanów Zjednoczonych i większości wysp karaibskich. Pod koniec 2011 roku do kraju przybyli kolejni misjonarze Szkoły Gilead. W roku 2011 zorganizowano pomoc humanitarną dla poszkodowanych przez pożary lasów w południowo-zachodniej części Kanady.
W 2012 roku na Pamiątce było obecnych 192 006 osób. W czerwcu 2013 roku kanadyjscy Świadkowie Jehowy zapewnili pomoc poszkodowanym przez powódź. W listopadzie 2014 roku Świadkowie Jehowy uczestniczyli w targach książki w Toronto, popularyzując serwis jw.org.
We wrześniu i październiku 2014 roku przeprowadzono specjalną kampanię ewangelizacyjną w Nunavut oraz na Terytoriach Północno-Zachodnich. Grupa około 150 głosicieli podjęła starania, by dotrzeć do 35 osad zamieszkałych przez Inuitów. Grupy głosicieli odwiedziły miasteczka i wioski na obszarze rozciągającym się przez ponad 3300 kilometrów. Choć Świadkowie Jehowy głosili tam już od dziesiątków lat, to jednak przyjeżdżali tylko na krótko i często ograniczali się do rozpowszechniania literatury biblijnej. W trakcie tej dwumiesięcznej wyprawy Świadkowie Jehowy rozpowszechnili ponad 37 tysięcy publikacji biblijnych, a blisko 600 osób poprosiło o ponowną wizytę, by kontynuować rozmowy na temat Biblii. Kampania ta pozwoliła rozpocząć regularną działalność kaznodziejską na tych terenach. W roku 2020 zbór w Iqaluit liczył 27 głosicieli (w 2008 roku powstała tam grupa, a w 2010 roku zbór, w 2022 roku wybudowano tam Salę Królestwa), a teren na którym prowadzą działalność kaznodziejską liczy około dwa miliony km².
Działalność kaznodziejska prowadzona jest również w portach morskich. Tylko w okresie od września 2015 do sierpnia 2016 roku w porcie w Vancouver Świadkowie Jehowy odwiedzili marynarzy na pokładach statków ponad 1600 razy.
W maju 2016 roku w prowincji Alberta, a w lipcu 2017 roku w Kolumbii Brytyjskiej zorganizowano pomoc humanitarną dla poszkodowanych przez pożary lasów.
W dniach od 21 do 23 lipca 2017 roku w Toronto odbył się kongres specjalny pod hasłem „Nie poddawaj się!” z udziałem delegacji z Francji, Irlandii, Wielkiej Brytanii i Stanów Zjednoczonych. W lipcu 2018 roku w ukraińskim Lwowie odbył się kongres specjalny pod hasłem „Bądź odważny!” z udziałem delegacji z Kanady. Od 12 do 14 lipca 2019 roku w Toronto odbył się kongres międzynarodowy pod hasłem „Miłość nigdy nie zawodzi!”. Uczestniczyły w nim 46 183 osoby, w tym 5000 zagranicznych delegatów z ponad 20 krajów. W 2019 roku delegacje z Kanady uczestniczyły w kongresach międzynarodowych w Australii, Hiszpanii, Holandii, Meksyku, Portugalii i Stanach Zjednoczonych. W listopadzie 2021 roku zorganizowano pomoc humanitarną dla poszkodowanych przez powodzie w zachodniej Kanadzie. W 2024 roku delegacje z Kanady brały udział w kongresach specjalnych pod hasłem „Głośmy dobrą nowinę!” w Bułgarii, Francji, Gwadelupie, Islandii i Stanach Zjednoczonych.
Miejscowi głosiciele korzystają z Sal Zgromadzeń: w Montrealu, w Saskatoon (w prowincji Saskatchewan) i w mieście Surrey (w prowincji Kolumbia Brytyjska) koło Vancouver. Świadkowie Jehowy w Kanadzie w 2018 roku korzystali z 692 Sal Królestwa.
Ponad 30% terenów nieprzydzielonych zborom w Kanadzie znajduje się na Nowej Fundlandii.
Zebrania zborowe odbywają się w ponad 50 językach: angielskim, albańskim, amerykańskim migowym, amharskim, arabskim, bengalskim, bułgarskim, cebuańskim, chińskim (kantońskim i mandaryńskim), Czarnych Stóp, czeskim, francuskim, greckim, hindi, hiszpańskim, ilokańskim, japońskim, khmerskim, koreańskim, kreolskim (Haiti), kri równinny, krio, lingala, malajalam, migowym Quebecu, nepalskim, nuer, odawa, pendżabskim, perskim, polskim, portugalskim, rosyjskim, rumuńskim, rwandyjskim, serbskim, sgaw, S'gaw Karen, suahili, syngaleskim, tagalskim, tajskim, tamilskim, tigrinia, tureckim, twi, ukraińskim, węgierskim, wietnamskim i włoskim. Kongresy odbywają się w językach: angielskim, amerykańskim migowym, arabskim, chińskim (kantońskim i mandaryńskim), francuskim, hiszpańskim, migowym Quebecu, koreańskim, kreolskim (Haiti), pendżabskim, portugalskim, rosyjskim, tagalskim, tamilskim i włoskim.
Literatura biblijna jest tłumaczona na kilka rdzennych języków: akadyjski, algonkiński, inuktitut, inuktitut (pismo sylabiczne), kri omushkego (alfabet łaciński), kri równinny, kri równinny (sylabariusz), kri zachodni bagienny, kri zachodni bagienny (sylabariusz), kri leśny, kri leśny (sylabariusz), kri południowowschodni, mohawk, ottawa, północny odżibwa i język Czarnych Stóp (niektórymi z nich posługuje się również rdzenna ludność Stanów Zjednoczonych). W miejscowym Biurze Oddziału działa również Regionalny Zespół Wideo.

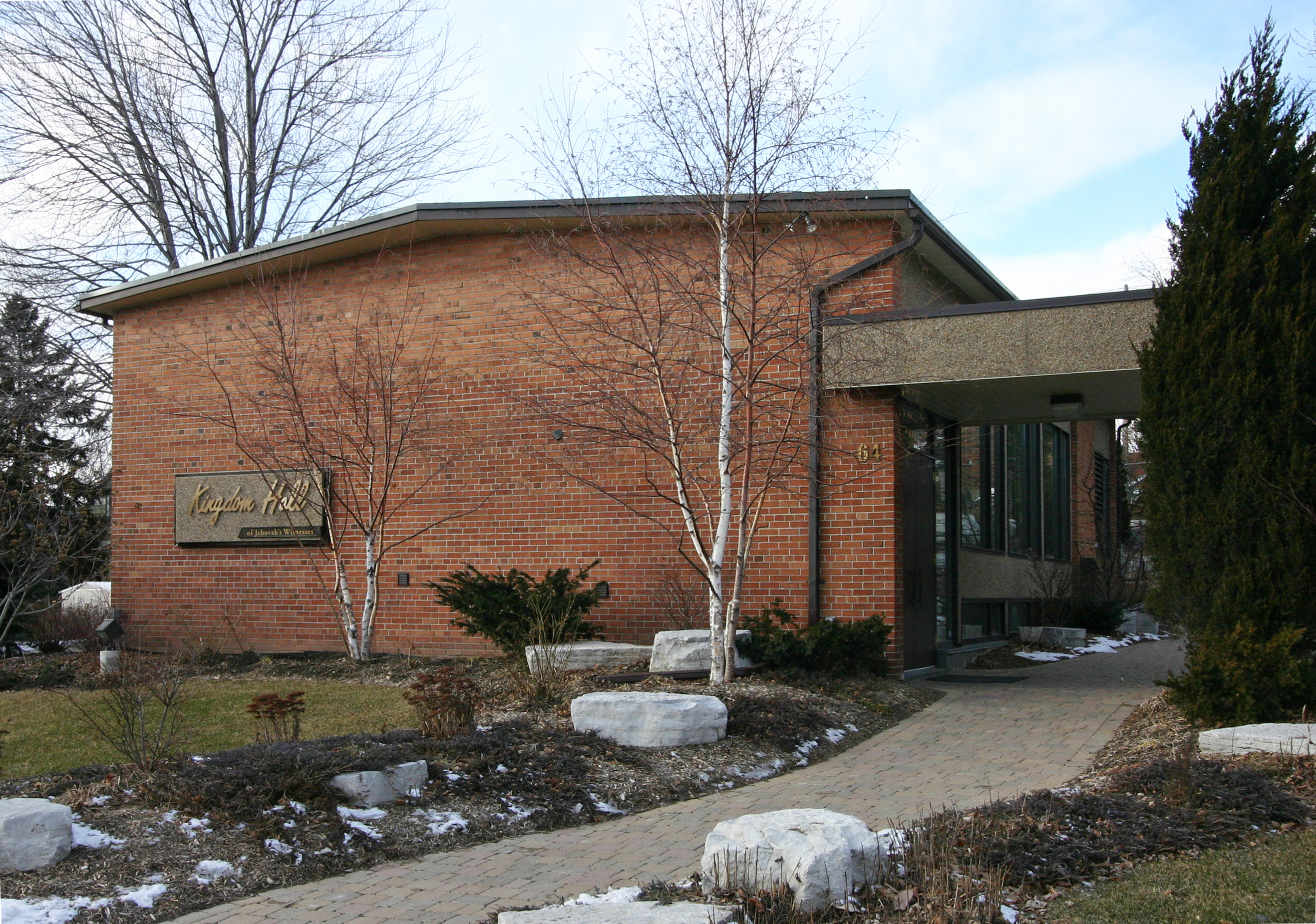
Wszystkie kanadyjskie zbory zgromadzają się we własnych 717 Salach Królestwa
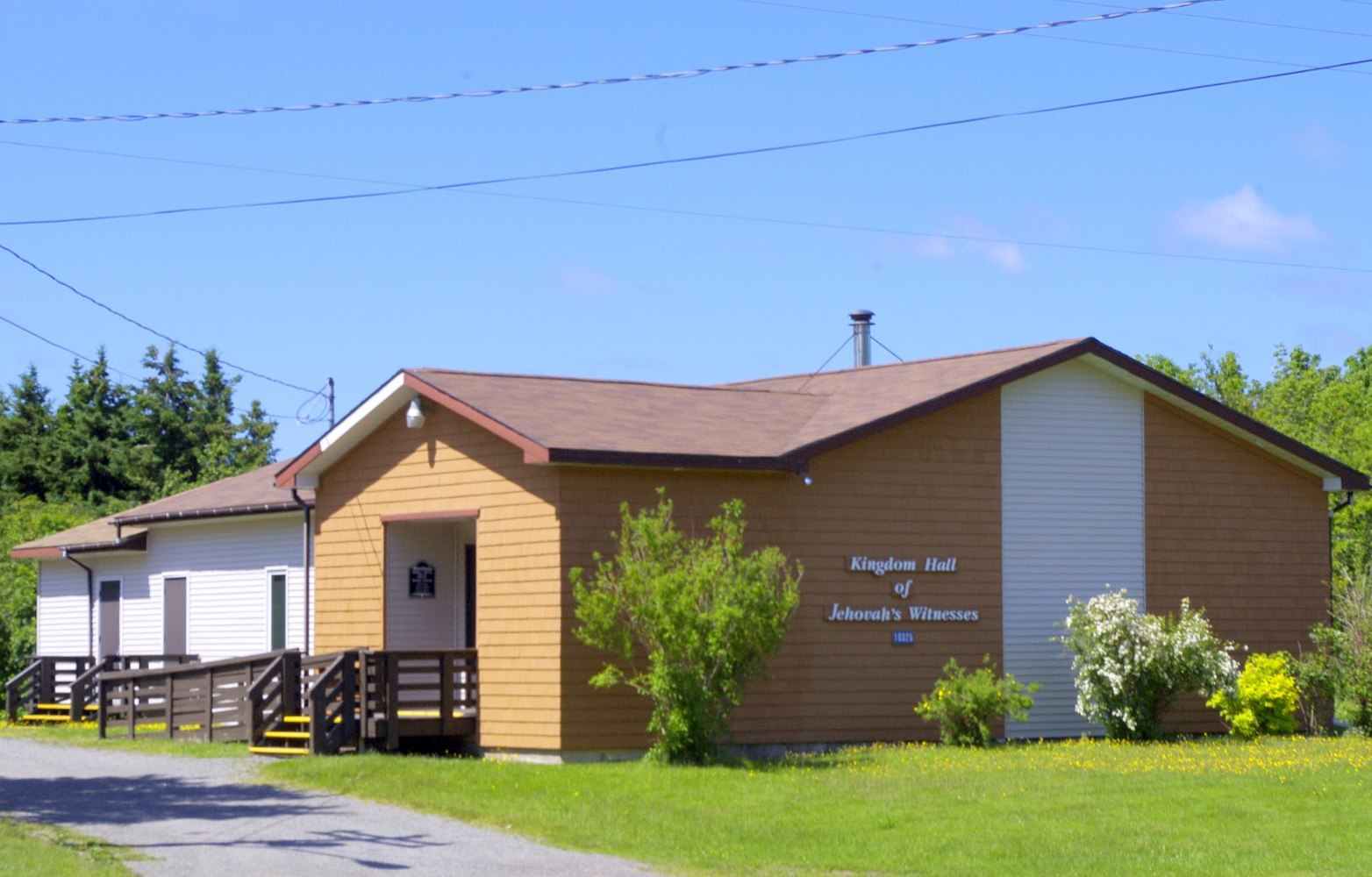
Sala Królestwa w Chéticamp

## Zbory polskojęzyczne
W Kanadzie działają dwa zbory polskojęzyczne: w Montrealu i Toronto oraz grupa w Surrey (koło Vancouver). Należą one do obwodu polskojęzycznego: NY-51-P. Do 2020 roku zgromadzenia obwodowe w języku polskim odbywały się w Sali Zgromadzeń w Norval (Halton Hills) koło Toronto.